# Savoureuse
La Savoureuse è un fiume francese che scorre nei dipartimenti Territorio di Belfort e Doubs nella regione della Borgogna-Franca Contea e che sfocia nell’Allan, affluente del Doubs.

## Geografia
Nasce 60 m al di sotto della cima del Ballon d'Alsace, nel comune di Lepuix. Per tutto il suo corso il fiume scende in direzione sud. Inizialmente si tratta di un torrente di montagna, che via via raccoglie diversi piccoli affluenti. La valle della Savoureuse è di origine glaciale. Appena giunta nella piana di Belfort, prima di bagnare la città, a Valdoie riceve le acque della Rosemontoise e del Rhôme. Lascia poi il Territorio di Belfort per entrare nel dipartimento del Doubs, nel quale si getta nell’Allan poco prima di Sochaux.

## Idrografia
La stazione idrometrica di Vieux-Charmont si trova poco a monte della confluenza con l’Allan.